# 1995-ös Formula–1 portugál nagydíj
A portugál nagydíj volt az 1995-ös Formula–1 világbajnokság tizenharmadik futama.

## Futam
Estorilban David Coulthard megszerezte a pole-pozíciót és dominálva a versenyt, megszerezte Formula–1-es pályafutása első futamgyőzelmét. Mögötte Schumacher és Hill végzett.
| Helyezés | #  | Versenyző                | Csapat/Motor       | Futott körök | Idő/Kiesés oka  | Rajthely | Pontszám |
| -------- | -- | ------------------------ | ------------------ | ------------ | --------------- | -------- | -------- |
| 1        | 6  | David Coulthard          | Williams-Renault   | 71           | 1:41:52,145     | 1        | 10       |
| 2        | 1  | Michael Schumacher       | Benetton-Renault   | 71           | +7,248          | 3        | 6        |
| 3        | 5  | Damon Hill               | Williams-Renault   | 71           | +22,121         | 2        | 4        |
| 4        | 28 | Gerhard Berger           | Ferrari            | 71           | +1:24,879       | 4        | 3        |
| 5        | 27 | Jean Alesi               | Ferrari            | 71           | +1:25,429       | 7        | 2        |
| 6        | 30 | Heinz-Harald Frentzen    | Sauber-Ford        | 70           | +1 kör          | 5        | 1        |
| 7        | 2  | Johnny Herbert           | Benetton-Renault   | 70           | +1 kör          | 6        |          |
| 8        | 25 | Martin Brundle           | Ligier-Mugen-Honda | 70           | +1 kör          | 9        |          |
| 9        | 7  | Mark Blundell            | McLaren-Mercedes   | 70           | +1 kör          | 12       |          |
| 10       | 15 | Eddie Irvine             | Jordan-Peugeot     | 70           | +1 kör          | 10       |          |
| 11       | 14 | Rubens Barrichello       | Jordan-Peugeot     | 70           | +1 kör          | 8        |          |
| 12       | 29 | Jean-Christophe Boullion | Sauber-Ford        | 70           | +1 kör          | 14       |          |
| 13       | 4  | Mika Salo                | Tyrrell-Yamaha     | 69           | +2 kör          | 15       |          |
| 14       | 24 | Luca Badoer              | Minardi-Ford       | 68           | +3 kör          | 18       |          |
| 15       | 10 | Inoue Taki               | Footwork-Hart      | 68           | +3 kör          | 19       |          |
| 16       | 21 | Pedro Diniz              | Forti-Ford         | 66           | +5 kör          | 22       |          |
| 17       | 22 | Roberto Moreno           | Forti-Ford         | 64           | +7 kör          | 23       |          |
| Kiesett  | 17 | Andrea Montermini        | Pacific-Ilmor      | 53           | Váltó           | 21       |          |
| Kiesett  | 8  | Mika Häkkinen            | McLaren-Mercedes   | 44           | Motorhiba       | 13       |          |
| Kiesett  | 16 | Jean-Denis Deletraz      | Pacific-Ilmor      | 14           | Fizikai állapot | 24       |          |
| Kiesett  | 26 | Olivier Panis            | Ligier-Mugen-Honda | 10           | Kicsúszás       | 11       |          |
| Kiesett  | 23 | Pedro Lamy               | Minardi-Ford       | 7            | Váltó           | 17       |          |
| Kiesett  | 3  | Katajama Ukjó            | Tyrrell-Yamaha     | 0            | Ütközés         | 16       |          |
| Kiesett  | 9  | Massimiliano Papis       | Footwork-Hart      | 0            | Váltó           | 20       |          |

## A világbajnokság élmezőnyének állása a verseny után
| H  | Versenyzők         | Pont | H  | Konstruktőrök    | Pont |
| -- | ------------------ | ---- | -- | ---------------- | ---- |
| 1. | Michael Schumacher | 72   | 1. | Benetton-Renault | 100  |
| 2. | Damon Hill         | 55   | 2. | Williams-Renault | 88   |
| 3. | David Coulthard    | 39   | 3. | Ferrari          | 62   |
| 4. | Johnny Herbert     | 38   | 4. | McLaren-Mercedes | 21   |
| 5. | Jean Alesi         | 34   | 5. | Sauber-Ford      | 18   |

- A Benetton-Renault  és a Williams-Renault csapatok szabálytalan üzemanyag használata miatt nem kapták meg az brazil nagydíjon a nekik járó pontokat.

## Statisztikák
Vezető helyen:
- David Coulthard: 42 (1-38 / 44-71)
- Damon Hill: 4 (39-43)

David Coulthard 1. győzelme, 3. pole-pozíciója, 4. leggyorsabb köre, egyetlen mesterhármasa (gy, pp, lk)
- Williams 82. győzelme.